# Slikarstvo romantizma
Slikarstvo romantizma, slično kao i u književnosti, javlja se kao reakcija na neoklasicizam koji je svojom poetikom sputavao punu slobodu individualnog stvaralaštva. Romantičari ponajprije naglašavaju slobodu i razmah mašte, a izvorišta svojim temama traže prvenstveno u legendarnim i povijesnim događajima te, nerijetko, i u narodnom pjesništvu. To vrijedi i za romantičarske slikare, koji posebnu pozornost pridaju oblikovanju kompozicije i patetičnom izrazu, naglašenom koloritu te uočljivom kontrastiranju.

## Razvoj i odlike
Na godišnjoj izložbi Kraljevske akademije u Londonu 1781. god. švicarski slikar Johann Heinrich Füssli (1741. – 1825.) izložio je svoje platno Noćna mora. Radilo se o prvoj verziji slike koju je naslikao u još pet varijanti, a u kojoj otkriva svoju veliku opčinjenost svijetom snova. Slika prikazuje djevojku koja spava i fantastično demonsko stvorenje iz noćnih mora, incubusa, koji sjedi iznad nje. Iza zastora proviruje i glava kobile (engleski mare u nightmare – noćna mora) bijelih očiju na kojoj je prema engleskim narodnim vjerovanjima demon incubus dolazio noću svojim žrtvama.
Francuski umjetnik Jean-Louis-Théodore Géricault (1791. – 1824.) je utjelovljenje tipičnog romantičarskog slikara, ljubitelja poremećenosti, asocijalnoga, društveno prokletoga. Slikao je mračne teme, poput glava osuđenika na giljotinu ili portrete bolesnika u duševnim bolnicama, ali njegova najslavnija slika je Splav Meduza na kojoj su prikazani očajni brodolomnici koji su bili primorani pribjeći kanibalizmu da bi preživjeli. Prema Géricaultu, zadatak umjetnosti nije utješiti ljudski duh, već ga protresti i šokirati.
Antoine-Jean Gros (1771. – 1835.) i J. A. D. Ingres su bili učenici velikog slikara neoklasicizma - J. L. Davida, no iako su slijedili svog učitelja, kod njih se osjetila težnja romantičarskoj dramatičnosti i egzotičnosti boja. Od 1824. godine Ingres se sljedećih 25 godina sukobljavao s jednim slikarom koji je predstavljao pravi romantizam – Eugène Delacroix. Delacroix je postao najveći neobarokni slikar romantizma. Njegova slika Pokolj na Kiosu (1822. – 24.) je inspirirana stvarnim događajem – grčkim ratom za neovisnost od Turaka, na koji je cijela Europa gledala sa simpatijama. Međutim, Delacroix je više težio za "poetskom istinom" nego da prikaže stvaran događaj. Nepovezanost prvog plana s dramatičnim kontrastima svjetlosti i sjene i blistave širine pejzaža u pozadini izgledaju krajnje nestvarno. Na njoj se vidi slikareva očaranost dalekim istokom koja je romantičarski element. Njegova kasnija slika Grčka izdiše na ruševinama Misolungija je slika pokolja svedena na ono što je bitno: mrtvi grčki ratnik, Maur koji likuje i nezaštićena djevojka kao mučenik. Delacroix je emocionalnost postizao razigranim energičnim potezima.
Uz Delacroixa značajni francuski slikari su još i Camille Corot (1796. – 1875.), slikar poetičnih pejzaža, te Jean Francois Millet (1815. – 1875.), koji u pejzaž uvodi i likove seljaka, drvosječa, pastira, otvarajući tako vrata realističkom slikarstvu.
Slika Posjednji Romeov poljubac Juliji talijanskog slikara Francesca Hayeza (1791. – 1882.) nadahnuta je tragičnom pričom Shakespeareovih ljubavnika. Slika je postala jedno od najpoznatijih djela talijanskog romantizma zahvaljujući i brojnim reprodukcijama u bakrorezima, minijaturi, keramici i kameju.
Umjetnik koji je najviše utjecao na Delacroixa bio je španjolski slikar Francisco Goya (1746. – 1828.). Ovaj genij je započeo slikati u tradiciji Rubensovog baroka i rokokoa, ali je brzo iznašao svoj stil koji je bio Rembrandtovski emocionalan s mekanim rasprostiranjem svjetla kao u rokokou. Kad je Napoleonova vojska okupirala Španjolsku 1808. g., divljačko ponašanje francuskih trupa izazvalo je divlji otpor naroda. Jedan od odraza tih mučnih doživljaja je i Goyina slika Treći svibnja 1808. Slika predstavlja pogubljenje grupe madridskih građana i na njoj je širokim potezima kista postignut neviđen kontrast blještavog kolorita i dramatične noćne svjetlosti koji kao da ističe posljednji krik slobode umirućih. S vidovitošću genija, Goya je stvorio sliku koja je postala užasan simbol stoljeća koji slijede.
Najreprezentativniji slikar romantizma u Njemačkoj bio je Caspar David Friedrich (1774. – 1839.) koji je naslikao brojne slike u kojima je u središtu veličanstvena, skoro nestvarna, priroda, a ne ljudi koji su prema njoj zanemarivi. To je najočitije na njegovoj slici Polarno more na kojoj je krma broda utonula u zaleđeno more. Slikar je nadahnuće pronašao u neuspješnoj ekspediciji Edwarda Williama Parryja na Sjevernom polu (1819. – 1820.) s brodovima Hecla i Griper. Slika je prvi put izložena 1824. na Praškoj akademiji, a publika i kritika ocijenili su je suviše nerealističnom.
Romantičarska ljubav prema prirodi je uvelike povećala ljubav prema pejzažu kao slikarskom motivu. Najveće domete romantičarskog pejzaža vidimo u djelima francuske Barbizonske škole i djelima Engleza Johna Constablea (1776. – 1837.) i Williama Turnera (1775. – 1851.). Dok je barbizonska škola pristupala pejzažu s ljubavlju, ali na distanciran – znanstveni način, Turner je svoje pejzaže napunio romantičarskim uzbuđenjem s jakim efektima i odvažnom uporabom boje. Bio je majstor atmosferskih efekata, a posebice svjetla u kojemu se oblici tope jedan u drugi. Kod njega kretanje svjetlosti i njezinih odbljesaka je puno važnije od arhitektonskih formi i elemenata prirode. Postao je jedan od najvećih inspiracija impresionizma, prvog modernog stila.
Još jedan Francuz, Honoré Daumier (1808. – 1879.), je slikar koji je poznatiji po svojim satiričnim političkim karikaturama u novinama. U svojim slikama s romantičkim temama razvio je smjeli osobni stil u kojemu likovi posjeduju snažnu kiparsku jednostavnost (npr. platna i crteži s pustolovinama Don Kihota).
- Francesco Hayez, Poljubac, 1859., ulje na platnu, 110 × 88 cm, Brera, Milano
- John Constable, Katedrala u Salisburyju s dugom, 1824., ulje na platnu, 87,6 × 111,8 cm, Viktorijin i Albertov muzej, London
- Eugene Delacroix, Sloboda vodi narod, 1830., ulje na platnu, 259 × 323 cm, Louvre, Pariz
- William Turner, Brod s robljem, 1840., ulje na platnu, 90.8 x 122.6 cm, Muzej umjetnosti, Boston
- Caspar David Friedrich, Polarno more, 1824., ulje na platnu, 126.9 × 96.7 cm, Kunsthalle, Hamburg

## Ostali znameniti romantičarski slikari
- Francuska: Anne-Louis Girodet de Roussy-Trioson, Pierre-Henri Révoil, Fleury-François Richard, Paul Delaroche
- Norveška: Hans Gude
- Njemačka: Philipp Otto Runge
- Švedska: Johan Christian Dahl
- Rusija: Orest Adamovič Kiprenski, Vasilij Andrejevič Tropinin, Ivan Konstantinovič Ajvazovski
- SAD: Emanuel Leutze, Hudsonska škola (Thomas Cole, Albert Bierstadt i Frederic Edwin Church)
- Ujedinjeno Kraljevstvo: William Blake, Samuel Palmer, Richard Parkes Bonington, John Martin i dr.

## Vanjske poveznice
- [neaktivna poveznica]
- Slavenski romantizam  Arhivirana inačica izvorne stranice od 6. ožujka 2016. (Wayback Machine)